# John Stephenson Spink
John Stephenson Spink  (* 22. August 1909 in Pickering, North Yorkshire; † 1985) war ein britischer Französist.

## Leben
Spink studierte an der Universität Leeds (Abschluss 1930) und war Lektor an der Sorbonne, sowie Lehrassistent am Lycée Henri IV. 1933 wurde er von Daniel Mornet promoviert mit der Thèse Jean-Jacques Rousseau et Genève. Essai sur les idées politiques et religieuses de Rousseau dans leur relation avec la pensée genevoise au XVIIIe siècle pour servir d’introduction aux „Lettres écrites de la Montagne“ (Paris, Boivin, 1934). Er lehrte ab 1933 an seiner englischen Heimatuniversität, von 1937 bis 1950 am King’s College London, dann zwei Jahre an der Universität Southampton und schließlich von 1952 bis zu seiner Emeritierung (als Nachfolger von Gladys Turquet-Milnes) auf dem Lehrstuhl für Französisch des Bedford College in London. Spink war verheiratet mit der Romanistin Dorothy Knowles.

## Werke
- (Hrsg.) Jean-Jacques Rousseau, Les rêveries du promeneur solitaire, Paris, Didier, 1948 (kritische Ausgabe).
- French free-thought from Gassendi to Voltaire, London, Athlone, 1960.
  - La libre pensée française de Gassendi à Voltaire, Paris, Editions sociales, 1966.